# 布鲁日音乐厅

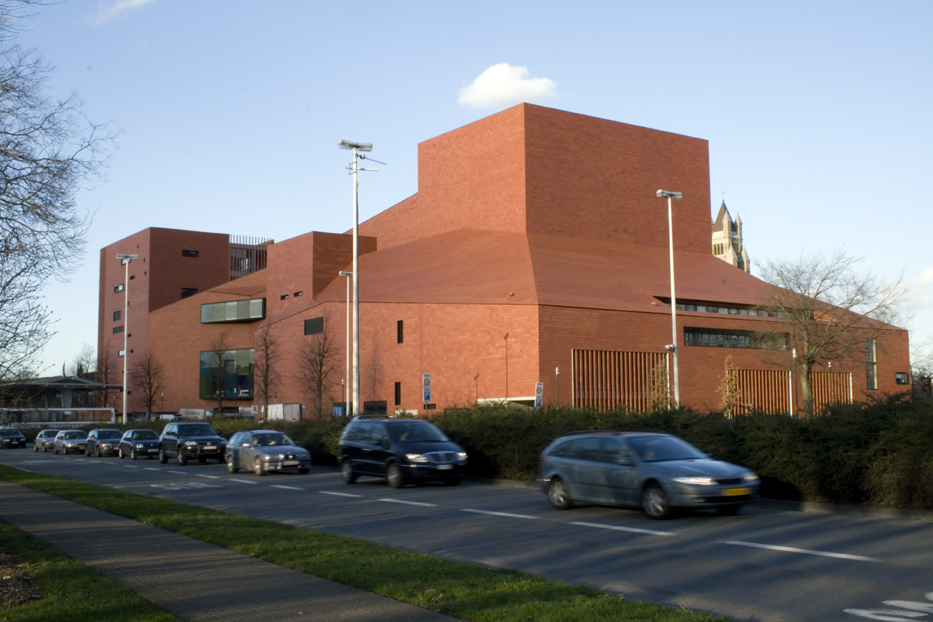
布鲁日音乐厅

51°12′13″N 3°13′06″E / 51.20361°N 3.21833°E
布鲁日音乐厅（荷蘭語：Concertgebouw，直譯即是「音樂會建築」）是比利时布鲁日的一个文化中心。它于2002年完成，当时布鲁日是欧洲文化之都，由保罗·罗布布雷希特和希尔德·戴姆设计。
建筑群内的大音乐厅，可容纳超过1,290人，而小音乐厅可容纳320人。音乐厅拥有优秀的声学效果，立面覆盖着数千块来自法国北部圣奥梅尔的红色陶砖,灯笼塔（Lantaarntoren）则主要用玻璃建造，设有咖啡厅和展览室，供人享受历史名城的美景。
该建筑靠近老城区，引起了不同的反应：一些人喜欢它对比鲜明的外观，另一些人则认为它与該區域的建筑不相配。

## 多媒體

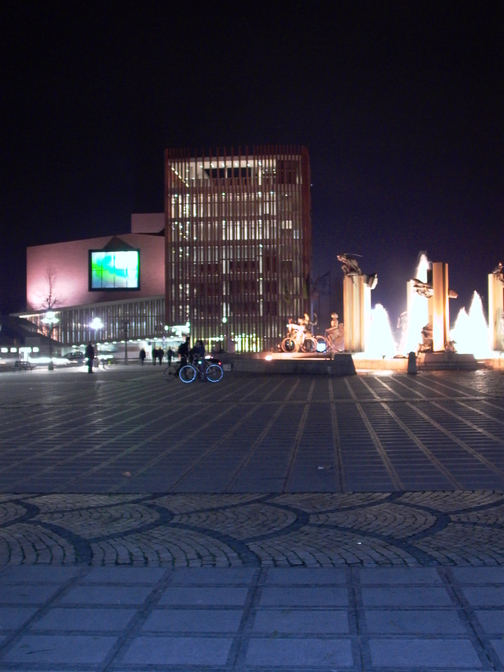
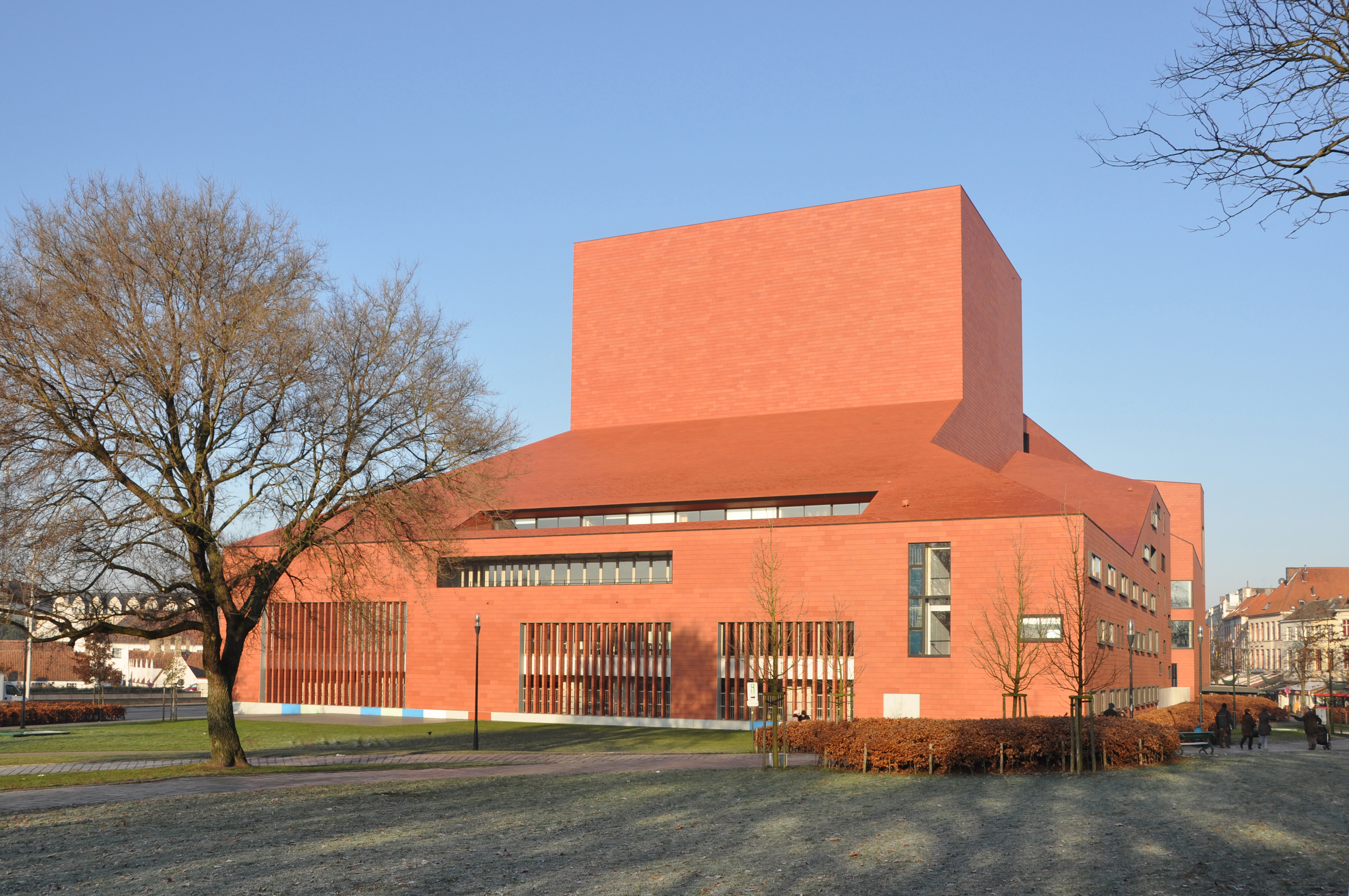
Back
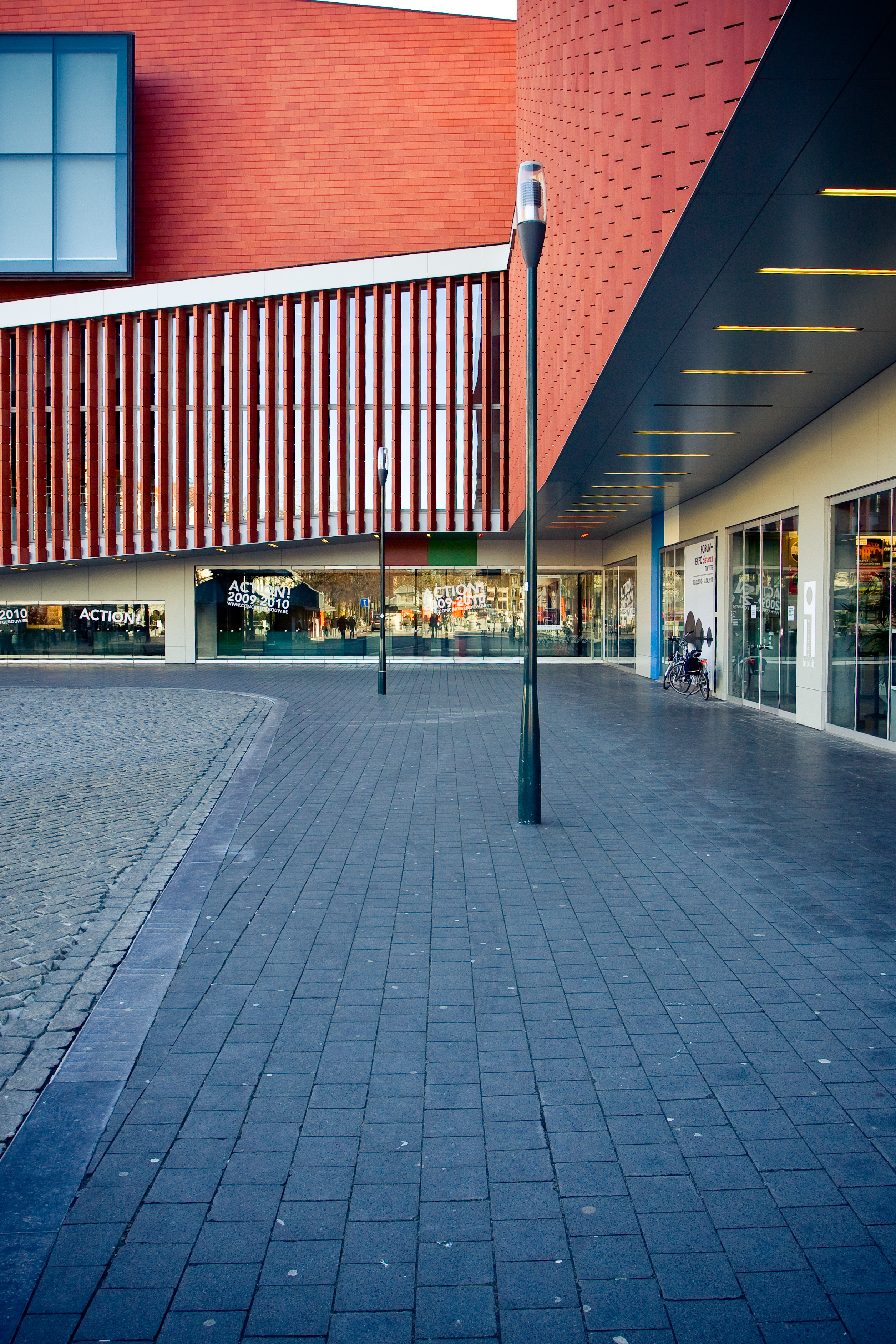
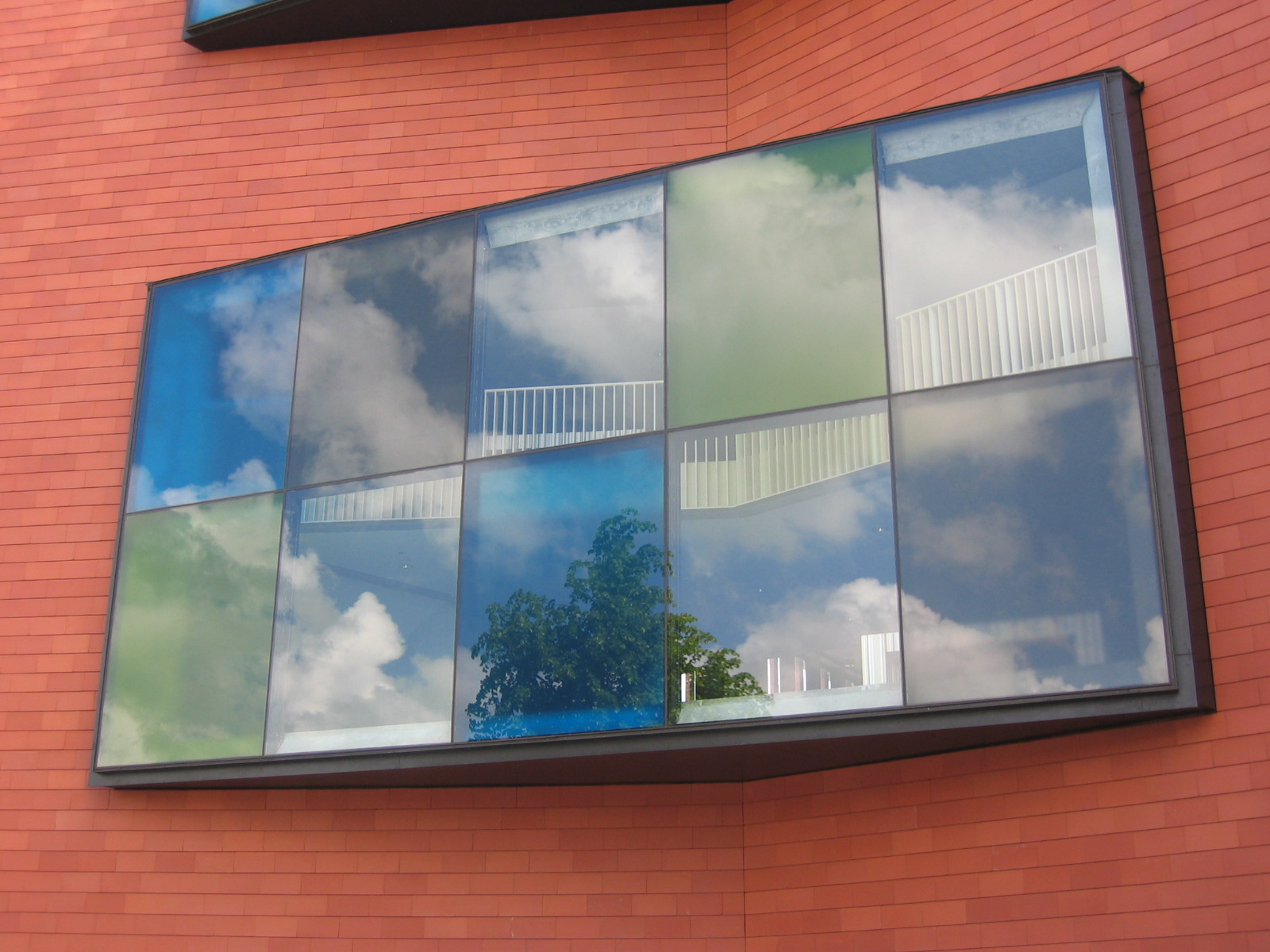

## 外部連結
- 官方网站
- Algemene technische fiche （页面存档备份，存于） (in Dutch, technical data, media.wix.com